# چانو (بازیکن فوتبال، زاده ۱۹۶۵)
چانو (انگلیسی: Chano؛ زادهٔ ۲۸ فوریهٔ ۱۹۶۵) بازیکن فوتبال اهل اسپانیا است.
از باشگاه‌هایی که در آن بازی کرده‌است می‌توان به باشگاه فوتبال بنفیکا، باشگاه فوتبال رئال بتیس، و باشگاه ورزشی تنریف اشاره کرد.
وی همچنین در تیم ملی فوتبال اسپانیا بازی کرده‌است.